# Marta Obregón
Marta Obregón Rodríquez (ur. 1 marca 1969 w A Coruña; zm. 22 stycznia 1992 w Burgos) – hiszpańska Służebnica Boża Kościoła katolickiego.
Marta Obregón mieszkała w Burgos od grudnia 1970. Studiowała dziennikarstwo na Uniwersytecie Complutense w Madrycie. Rano pracowała, a południa spędzała na nauce w klubie „Arlanza” (ośrodku Opus Dei) w Burgos. Wieczorem 21 stycznia 1992, podczas powrotu z klubu, została uprowadzona sprzed swojego domu. Napastnik chciał ją wykorzystać, ale kobieta sprzeciwiła mu się, skutecznie broniąc się przed gwałtem. Zadał jej nożem 14 ran. Ciało Marty Obregón znaleziono poza miastem, pięć dni po zabójstwie. Według raportu sądowego umarła w godzinach porannych 22 stycznia. Po lewej stronie tułowia stwierdzono 14 ran kłutych, w tym w okolicy serca. Na ciele ofiary stwierdzono liczne otarcia i siniaki. Raport określał, że powstały w konsekwencji obrony przed agresją napastnika.
Po zapoznaniu się z okolicznościami życia i śmierci Marty Obregón Archidiecezja Burgos rozpoczęła starania o jej beatyfikację. Na stronie informującej o procesie przedstawione są szczegóły z jej życia. Postulatorzy napisali: „Dzięki tej prostej stronie chcemy opowiedzieć o młodej chrześcijance, która oddała swe życie w obronie czystości”.
28 kwietnia 2007 Kongregacja Spraw Kanonizacyjnych oświadczyła, że Stolica Apostolska nie widzi przeszkód, by rozpocząć proces beatyfikacji Marty Obregón. 14 czerwca 2011 abp. Francisco Gil Hellín rozpoczął diecezjalny etap procesu beatyfikacyjnego. Na początku 2019 roku dokumentacja została przekazana do Watykanu. Na jej podstawie ma zostać przygotowane „Positio”, które będzie stanowiło podsumowanie postępowania. Końcowy raport, który następnie trafi do konsystorza biskupów i kardynałów, który wyda opinię dla papieża. Marta Obregón jest jedną z niewielu kandydatek na błogosławione, uznanych za męczennice „ze względu na obronę swej czystości”.